# Sassenay
Sassenay és un municipi francès situat al departament de Saona i Loira i a la regió de Borgonya - Franc Comtat. L'any 2009 tenia 1.532 habitants.

## Història
| Data d'elecció                           | Identitat             | Partit | Qualitat |
| ---------------------------------------- | --------------------- | ------ | -------- |
| 1977-1995                                | Guy Fracheboud        | PS     |          |
| 1995-2001                                | Jean François Roybier |        |          |
| 2001-2009                                | Daniel De Bauve       | PS     |          |
| 2009-                                    | Didier Rety           |        |          |
| les dades anteriors no són pas conegudes |                       |        |          |
|                                          |                       |        |          |

## Demografia
| A partir de 1990: Població sense dobles comptes |